# Биљни покрети
Биљке могу реаговати на дражи из спољашње средине покретима.

## Врсте покрета
Покрети се деле на више начина.
Према свом узроку, покрети се деле на аутономне и индуковане. Узрок првих је у самој биљци, а други настају утицајем из спољашње средине.
Према механизму покрета, постоје локомоторни, нутациони и варијациони, што одговара следећим облицима покрета:
1. таксије
2. тропизми
3. настије

Први настају под утицајем спољашњих дражи, други услед растења, а трећи због промене Тургоровог притиска.
Таксије се деле на фототаксије и хемотаксије. Први су продуковани светлосним, а друге хемијским дражима.
Тропизми се деле на геотропизме и фототропизме. Први су покрети изазвани гравитационим дејством. Други изражавају тежњу биљке да се постави тако да најбоље прима светлост.
Настије се деле на термонастије, сеизмонастије и фотонастије. Термонастије настају услед температурних утицаја, сеизмонастије су покретне реакције биљака на додир, а фотонастије су покрети настали услед светлосног дејства. Пример је затварање и отварање цветова неких биљака које прате промену дана и ноћи.